# ألبرتو بيدرو كابريرا
 ألبرتو بيدرو كابريرا (بالإسبانية: Alberto Pedro Cabrera)‏ (مواليد 16 ديسمبر 1945 - الوفاة 12 أغسطس 2000) كان لاعب كرة سلة أرجنتيني. بدأ مسيرته الاحترافية في سنة 1961 وكان يحمل الرقم 14.

## فرق لعب لها
- جيمناسيا لابلاتا

## روابط خارجية
- ألبرتو بيدرو كابريرا على موقع الاتحاد الدولي لكرة السلة (الإنجليزية)